# Молинела
Молинѐла (на италиански: Molinella, на местен диалект Mulinèla, Мулинела) е град и община в северна Италия, провинция Болоня, регион Емилия-Романя. Разположен е на 8 m надморска височина. Населението на общината е 15 729 души (към 2012 г.).